# Marina García
Marina García Urzainqui (ur. 6 czerwca 1994 w Barcelonie) – hiszpańska pływaczka, specjalizująca się głównie w stylu klasycznym i stylu dowolnym.
Brązowa medalistka mistrzostw Europy na 100 m stylem klasycznym. Wicemistrzyni Europy na krótkim basenie z Chartres na 200 m stylem klasycznym oraz brązowa medalistka na 100 m żabką. 5-krotna medalistka mistrzostw Europy juniorów z Pragi i Helsinek.
Uczestniczka igrzysk olimpijskich z Londynu 100 (25. miejsce) i 200 m stylem klasycznym (20. miejsce) oraz w sztafecie 4 x 100 m stylem zmiennym.